# 강영필
강영필(姜永弼)은 일제강점기 시절의 축구 선수이며, 포지션은 공격수였다.
주로 포워드 역할을 어렸을 때부터 맡았으며,이후 연희전문 축구부 소속으로 다니다가 경성 축구단의 설비 이후에는 경성 축구단의 창립 맴버로 활약하였다.청진 축구단로 소속팀을 옮긴 후에는 1935년에 일반부 결승전에서 헤더 결승골로 팀의 우승을 이끌었다.

## 수상

### 대회 기록
청진 축구단 (1935~1940)
- 전조선축구대회 우승 ● (1): 1935

### 개인
- 각대(脚戴): 1935[9]